# Eloeophila subannulata
Eloeophila subannulata är en tvåvingeart som först beskrevs av Alexander 1946.  Eloeophila subannulata ingår i släktet Eloeophila och familjen småharkrankar.
Artens utbredningsområde är Zimbabwe. Inga underarter finns listade i Catalogue of Life.